# Бермудо II
Бермудо II Подагрик (*Bermudo II el Gotoso, між 948 та 953 —999) — король Галісії у 982-984 роках, король Леону, Астурії та Галісії у 984—999 роках.

## Біографія
Походив з династії Астур-Леон. Позашлюбний син Ордоньйо III, короля Леону, Астурії та Галісії, й Араготни Пелайєс (хоча деякими дослідниками висловлюється думка щодо законної дружини короля — Урраки Фернандес). Про молоді роки замало відомостей. Ймовірно мав маєтності в Галісії та на межі Галісії та Леону.
У 982 році галісійська знать на чолі з Гонсало Менендесом, що повстали проти короля Раміро III, проголисила Бермудо королем. Його було короновано в соборі Сантьяго-де-Компостела 15 жовтня. При цьому вигнано з Галісії Пелайо Родрігеса, єпископа Сантьяго, та Аріаса Пелайєса, єпископа Мондоньєдо, що виступали проти Бермудо II. Відтоді розпочалася боротьба Бермудо з Раміро III щодо влади над Леоном і Астурією. У 983 році Бермудо відбив атаку військ Раміро III. Посиленню позицій Бермудо сприяли безперервні атаки маврів на королівство Леону. Зрештою після двох років війни при підтримці Гарсія Фернандеса, графа Кастилії, він повалив Раміро III та став королем Леона у 984 році. Проте боротьба з Раміро тривала до смерті останнього у 985 році. Остаточно здобути перемогу вдалося за допомогою військ Кордовського халіфату. Вони перебували на землях королівства Леон до 987 року.
У Бермудо II була подагра, і він не міг ні ходити, ні їздити верхи. У походах він пересувався на ношах. Звідси походить його прізвисько. У 991—992 року втратив Галісію внаслідок повстання місцевої знаті. Лише після поступки останніх зумів тут відновити свою владу. Водночас він стикнувся з амбіціями маврів, що намагалися повністю підкорити усі північні християнські володіння.
Зміцнивши Самору, Бермудо II ховався в ній, в той час, як маври на чолі із кордовським візиром аль-Мансуром захопили й сплюндрували у 987 році — Леон і Коїмбру, землі до річки Дора, 994 році — Гормас і Корунна, 996—997 роках міста Асторга і Сантьяго-де-Компостела. Незабаром хвороба короля загострилася настільки, що він фактично не міг займатися державними справами, а феодали захопили королівські землі. Нещасний Бермудо II помер в маленькому містечку Вільянуева-дель-Бьерсо. Спочатку поховано у монастирі Карракедо, потім перепоховано у базиліці Сан-Ісидоро де Леон.

## Родина
1. Дружина — Веласкіта Рамірес, донька галісійського графа Раміро Менендеса
Діти:
- Христина (бл.982—1050), дружина інфанта Ордоньйо, сина Раміро III

2. Дружина — Ельвіра Кастильська, донька графа Гарсія Фернандеса
Діти:
- Альфонсо (994—1028), король у 999—1028 роках
- Тереза (992—1039)
- Санча (д/н—1038), черниця

Позашлюбні:
- Ельвіра
- Пелайо (д/н—1006)